# Darren Anderton
Darren Robert Anderton (Southampton, 1972. március 3. –) angol válogatott labdarúgó.
Az angol labdarúgó-válogatott tagjaként részt vett az 1996-os labdarúgó-Európa-bajnokságon és az 1998-as labdarúgó-világbajnokságon.

## Sikerei, díjai
- Tottenham Hotspur
  - Angol ligakupa: 1999